# Aziatisch kampioenschap voetbal onder 20 - 2023
Het Aziatisch kampioenschap voetbal onder 20 van 2023 was de 41e editie van dit voetbaltoernooi. Het vorige toernooi was in 2018 nog onder 19 jaar, dit is weer het eerste toernooi dat voor spelers onder 20 jaar is. Het toernooi werd hiervoor in 2018 gehouden en zou aanvankelijk worden gespeeld in 2020. Door de Coronapandemie werd dit toernooi echter uitgesteld naar 2023. Het toernooi zal worden gespeeld in Oezbekistan.
Er namen 16 landen deel. Dit toernooi bepaalt ook wel landen mogen deelnemen aan het wereldkampioenschap voetbal onder 20 van 2023, dat in Argentinië wordt gespeeld. De vier beste landen kwalificeren zich voor dat toernooi. Indonesië was als organiserend land automatisch gekwalificeerd, maar de organisatie kwam later in handen van Argentinië waardoor Indonesië niet mee mocht doen aan het toernooi.
Oezbekistan won het toernooi, in de finale werd Irak verslagen met 1–0.

## Kwalificatie

### Gekwalificeerde landen
| Land          | Gekwalificeerd als   | Gekwalificeerd op | Aantal en vorige deelnames aan de Aziatisch kampioenschap voetbal onder 19 en 201 |
| ------------- | -------------------- | ----------------- | --- |
| Oezbekistan   | gastland             | 26 januari 2021   | 7 (2002, 2004, 2008, 2010, 2012, 2014, 2016) |
| Saoedi-Arabië | Groep A winnaar      | 18 september 2022 | 14 (1973, 1977, 1978, 1985, 1986, 1992, 1998, 2002, 2006, 2008, 2010, 2012, 2016, 2018) |
| Qatar         | Groep B winnaar      | 18 september 2022 | 14 (1980, 1986, 1988, 1990, 1992, 1994, 1996, 1998, 2002, 2004, 2012, 2014, 2016, 2018) |
| Japan         | Groep C winnaar      | 18 september 2022 | 37 (1959, 1960, 1961, 1962, 1963, 1964, 1965, 1966, 1967, 1968, 1969, 1970, 1971, 1972, 1973, 1974, 1975, 1976, 1977, 1978, 1980, 1988, 1990, 1992, 1994, 1996, 1998, 2000, 2002, 2004, 2006, 2008, 2010, 2012, 2014, 2016, 2018)       |
| Jordanië      | Groep D winnaar      | 18 september 2022 | 7 (1977, 1978, 2006, 2008, 2010, 2012, 2018) |
| Zuid-Korea    | Groep E winnaar      | 18 september 2022 | 38 (1959, 1960, 1961, 1962, 1963, 1964, 1965, 1966, 1967, 1968, 1969, 1970, 1971, 1972, 1973, 1974, 1976, 1977, 1978, 1980, 1982, 1986, 1988, 1990, 1992, 1994, 1996, 1998, 2000, 2002, 2004, 2006, 2008, 2010, 2012, 2014, 2016, 2018) |
| Indonesië     | Groep F winnaar      | 18 september 2022 | 17 (1960, 1961, 1962, 1967, 1969, 1970, 1971, 1972, 1975, 1976, 1978, 1986, 1990, 1994, 2004, 2014, 2018) |
| Oman          | Groep G winnaar      | 18 september 2022 | 2 (2000, 2014) |
| Australië     | Groep H winnaar      | 18 oktober 2022   | 7 (2006, 2008, 2010, 2012, 2014, 2016, 2018) |
| Tadzjikistan  | Groep I winnaar      | 18 september 2022 | 4 (2006, 2008, 2016, 2018) |
| Iran          | Groep J winnaar      | 18 september 2022 | 20 (1969, 1970, 1971, 1972, 1973, 1974, 1975, 1976, 1977, 1978, 1992, 1996, 2000, 2004, 2006, 2008, 2010, 2012, 2014, 2016) |
| Vietnam       | Vijf beste nummers 2 | 18 september 2022 | 19 (19612, 19622, 19632, 19642, 19652, 19672, 19682, 19692, 19702, 19712, 19742, 2002, 2004, 2006, 2010, 2012, 2014, 2016, 2018) |
| Kirgizië      | Vijf beste nummers 2 | 18 september 2022 | 1 (2006) |
| China         | Vijf beste nummers 2 | 18 september 2022 | 18 (1975, 1976, 1978, 1982, 1985, 1988, 1996, 1998, 2000, 2002, 2004, 2006, 2008, 2010, 2012, 2014, 2016, 2018) |
| Irak          | Vijf beste nummers 2 | 18 oktober 2022   | 17 (1975, 1976, 1977, 1978, 1982, 1988, 1994, 1998, 2000, 2004, 2006, 2008, 2010, 2012, 2014, 2016, 2018) |
| Syrië         | Vijf beste nummers 2 | 18 september 2022 | 10 (1975, 1988, 1990, 1994, 1996, 2002, 2004, 2008, 2010, 2012) |

1 Vet betekent kampioen dat jaar. Schuin betekent gastland dat jaar.
2 Als Zuid-Vietnam.

## Stadions
De wedstrijden worden gespeeld in vier stadions in twee verschillende steden.
| Tasjkent                             | Tasjkent                             | · Tasjkent Farg'ona |
| Milliystadion (capaciteit: 34.000)   | JAR-Stadion (capaciteit: 8.500)      | · Tasjkent Farg'ona |
|                                      |                                      | · Tasjkent Farg'ona |
| Tasjkent                             | Farg'ona                             | · Tasjkent Farg'ona |
| Lokomotivstadion (capaciteit: 8.000) | Istiqlolstadion (capaciteit: 20.200) | · Tasjkent Farg'ona |

## Loting
De loting voor het eindtoernooi werd gehouden op 26 oktober 2022 om 12:00 (UTC+5) in Tasjkent, Oezbekistan. De 16 deelnemende landen werden verdeeld over vier groepen van vier landen. Hierbij is rekening gehouden met de resultaten op het toernooi in 2018 en de kwalificatiewedstrijden van dat toernooi. Het gastland kwam automatisch in groep A terecht.
| Pot 1                                      | Pot 2                                  | Pot 3                       | Pot 4                    |
| ------------------------------------------ | -------------------------------------- | --------------------------- | ------------------------ |
| Oezbekistan Saoedi-Arabië Zuid-Korea Qatar | Japan Tadzjikistan Australië Indonesië | Jordanië China Irak Vietnam | Iran Oman Syrië Kirgizië |

## Groepsfase
Beslissingcriteria
De landen worden gerankt op basis van het puntenaantal (3 punten voor een overwinning, 1 punt voor een gelijkspel en 0 punten voor een verlies). Als landen gelijk eindigen in puntenaantal worden de volgende criteria gebruikt om te bepalen welk land boven de ander(e) eindigt:
1. Puntenaantal in de onderlinge wedstrijden van de landen die gelijk eindigen;
2. Doelsaldo in de onderlinge wedstrijden van de landen die gelijk eindigen;
3. Aantal doelpunten gescoord in de onderlinge wedstrijden van de landen die gelijk eindigen;
4. Als meer dan twee landen gelijk eindigen en na bovenstaande criteria eindigen nog steeds een aantal van die landen gelijk kunnen de bovenstaande criteria nog een keer worden toegepast voor dat deel van de landen dat nog gelijk eindigt;
5. Doelsaldo in alle groepswedstrijden;
6. Aantal doelpunten gescoord in alle groepswedstrijden;
7. Penalty's worden genomen als de landen die gelijk eindigen in de laatste wedstrijd tegen elkaar uitkomen;
8. Disciplinaire punten (gele kaart = 1 punt, rode kaart na twee gele kaarten = 3 punten, directe rode kaart = 3 punten, gele kaart gevolgd door een directe rode kaart = 4 punten)
9. Loting

### Groep A
| Pos | Team        | Wed | W | G | V | Ptn | DV | DT | +/− | Kwalificatie  |
| --- | ----------- | --- | - | - | - | --- | -- | -- | --- | ------------- |
| 1   | Oezbekistan | 3   | 2 | 1 | 0 | 7   | 3  | 0  | +3  | Knock-outfase |
| 2   | Irak        | 3   | 1 | 1 | 1 | 4   | 3  | 2  | +1  | Knock-outfase |
| 3   | Indonesië   | 3   | 1 | 1 | 1 | 4   | 1  | 2  | −1  |               |
| 4   | Syrië       | 3   | 0 | 1 | 2 | 1   | 1  | 4  | −3  |               |

|                            |           |         |                              |                                                                                      |
| 1 maart 2023 17:00 (UTC+5) | Indonesië | 0–2     | Irak                         | Lokomotivstadion, Tasjkent Toeschouwers: 120 Scheidsrechter: Sadullo Gulmurodi (TJK) |
| 1 maart 2023 17:00 (UTC+5) |           | Verslag | Abdulkareem 28' Jameel 90+6' | Lokomotivstadion, Tasjkent Toeschouwers: 120 Scheidsrechter: Sadullo Gulmurodi (TJK) |

|                            |                                      |         |       |                                                                                     |
| 1 maart 2023 19:00 (UTC+5) | Oezbekistan                          | 2–0     | Syrië | Milliystadion, Tasjkent Toeschouwers: 32.757 Scheidsrechter: Nazmi Nasaruddin (MAS) |
| 1 maart 2023 19:00 (UTC+5) | Fayzullaev 37' Al Ramadan 68' (e.d.) | Verslag |       | Milliystadion, Tasjkent Toeschouwers: 32.757 Scheidsrechter: Nazmi Nasaruddin (MAS) |

|                            |       |         |           |                                                                                     |
| 4 maart 2023 17:00 (UTC+5) | Syrië | 0–1     | Indonesië | Lokomotivstadion, Tasjkent Toeschouwers: 95 Scheidsrechter: Majed Al-Shamrani (KSA) |
| 4 maart 2023 17:00 (UTC+5) |       | Verslag | Hokky 35' | Lokomotivstadion, Tasjkent Toeschouwers: 95 Scheidsrechter: Majed Al-Shamrani (KSA) |

|                            |      |         |                   |                                                                                   |
| 4 maart 2023 19:00 (UTC+5) | Irak | 0–1     | Oezbekistan       | Milliystadion, Tasjkent Toeschouwers: 32.218 Scheidsrechter: Yahya Al-Mulla (UAE) |
| 4 maart 2023 19:00 (UTC+5) |      | Verslag | Kholdorkhonov 17' | Milliystadion, Tasjkent Toeschouwers: 32.218 Scheidsrechter: Yahya Al-Mulla (UAE) |

|                            |             |     |           |                                                                                        |
| 7 maart 2023 19:00 (UTC+5) | Oezbekistan | 0–0 | Indonesië | Istiqlolstadion, Farg’ona Toeschouwers: 18.006 Scheidsrechter: Majed Al-Shamrani (KSA) |
| 7 maart 2023 19:00 (UTC+5) | Verslag     |     |           | Istiqlolstadion, Farg’ona Toeschouwers: 18.006 Scheidsrechter: Majed Al-Shamrani (KSA) |

|                            |                 |         |                  |                                                                                  |
| 7 maart 2023 19:00 (UTC+5) | Irak            | 1–1     | Syrië            | Lokomotivstadion, Tasjkent Toeschouwers: 93 Scheidsrechter: Ammar Mahfoodh (BHR) |
| 7 maart 2023 19:00 (UTC+5) | Abdulkareem 17' | Verslag | Al Ramadan 90+5' | Lokomotivstadion, Tasjkent Toeschouwers: 93 Scheidsrechter: Ammar Mahfoodh (BHR) |

### Groep B
| Pos | Team      | Wed | W | G | V | Ptn | DV | DT | +/− | Kwalificatie  |
| --- | --------- | --- | - | - | - | --- | -- | -- | --- | ------------- |
| 1   | Iran      | 3   | 2 | 0 | 1 | 6   | 6  | 4  | +2  | Knock-outfase |
| 2   | Australië | 3   | 2 | 0 | 1 | 6   | 12 | 4  | +8  | Knock-outfase |
| 3   | Vietnam   | 3   | 2 | 0 | 1 | 6   | 4  | 4  | 0   |               |
| 4   | Qatar     | 3   | 0 | 0 | 3 | 0   | 2  | 12 | −10 |               |

1. 1 2 3  Head-to-head goal differences: Iran +1, Australia 0, Vietnam –1.

|                            |           |         |                     |                                                                                     |
| 1 maart 2023 15:00 (UTC+5) | Australië | 0–1     | Vietnam             | Istiqlolstadion, Farg’ona Toeschouwers: 5.715 Scheidsrechter: Chen Hsin-chuan (TPE) |
| 1 maart 2023 15:00 (UTC+5) |           | Verslag | Nguyễn Quốc Việt 6' | Istiqlolstadion, Farg’ona Toeschouwers: 5.715 Scheidsrechter: Chen Hsin-chuan (TPE) |

|                            |       |         |                    |                                                                                  |
| 1 maart 2023 19:00 (UTC+5) | Qatar | 0–1     | Iran               | Istiqlolstadion, Farg’ona Toeschouwers: 6.120 Scheidsrechter: Kim Woo-sung (KOR) |
| 1 maart 2023 19:00 (UTC+5) |       | Verslag | Hazbavi 65' (pen.) | Istiqlolstadion, Farg’ona Toeschouwers: 6.120 Scheidsrechter: Kim Woo-sung (KOR) |

|                            |                                |         |                             |                                                                                      |
| 4 maart 2023 15:00 (UTC+5) | Iran                           | 2–3     | Australië                   | Istiqlolstadion, Farg’ona Toeschouwers: 1.154 Scheidsrechter: Nazmi Nasaruddin (MAS) |
| 4 maart 2023 15:00 (UTC+5) | Eslamtalab 25' Enayatzadeh 80' | Verslag | Simmons 8' Segecic 19', 46' | Istiqlolstadion, Farg’ona Toeschouwers: 1.154 Scheidsrechter: Nazmi Nasaruddin (MAS) |

|                            |                                              |         |                    |                                                                                       |
| 4 maart 2023 19:00 (UTC+5) | Vietnam                                      | 2–1     | Qatar              | Istiqlolstadion, Farg’ona Toeschouwers: 1,024 Scheidsrechter: Akhrol Risqullaev (UZB) |
| 4 maart 2023 19:00 (UTC+5) | Nguyễn Quốc Việt 45+2' Nguyễn Văn Trường 90' | Verslag | Al-Rawi 84' (pen.) | Istiqlolstadion, Farg’ona Toeschouwers: 1,024 Scheidsrechter: Akhrol Risqullaev (UZB) |

|                            |             |         | |                                                                                |
| 7 maart 2023 15:00 (UTC+5) | Qatar       | 1–9     | Australië | JAR-Stadion, Tasjkent Toeschouwers: 123 Scheidsrechter: Nazmi Nasaruddin (MAS) |
| 7 maart 2023 15:00 (UTC+5) | El-Sayed 2' | Verslag | Al-Ghareeb 13' (e.d.) Donnell 21' Borges-Rodrigues 25' Oliveira 39', 67' Yull 76' Popovic 79' Goodwin 90' Badolato 90+2' | JAR-Stadion, Tasjkent Toeschouwers: 123 Scheidsrechter: Nazmi Nasaruddin (MAS) |

|                            |                     |         |                                                 |                                                                                   |
| 7 maart 2023 15:00 (UTC+5) | Vietnam             | 1–3     | Iran                                            | Istiqlolstadion, Farg’ona Toeschouwers: 982 Scheidsrechter: Abdullah Jamali (KUW) |
| 7 maart 2023 15:00 (UTC+5) | Khuất Văn Khang 56' | Verslag | Hazbavi 36' Saharkhizan 75' Hosseinnezhad 90+4' | Istiqlolstadion, Farg’ona Toeschouwers: 982 Scheidsrechter: Abdullah Jamali (KUW) |

### Groep C
| Pos | Team         | Wed | W | G | V | Ptn | DV | DT | +/− | Kwalificatie  |
| --- | ------------ | --- | - | - | - | --- | -- | -- | --- | ------------- |
| 1   | Zuid-Korea   | 3   | 2 | 1 | 0 | 7   | 6  | 0  | +6  | Knock-outfase |
| 2   | Jordanië     | 3   | 1 | 1 | 1 | 4   | 2  | 2  | 0   | Knock-outfase |
| 3   | Tadzjikistan | 3   | 1 | 1 | 1 | 4   | 1  | 2  | −1  |               |
| 4   | Oman         | 3   | 0 | 1 | 2 | 1   | 0  | 5  | −5  |               |

|                            |                                                               |         |      |                                                                                |
| 2 maart 2023 15:00 (UTC+5) | Zuid-Korea                                                    | 4–0     | Oman | JAR-Stadion, Tasjkent Toeschouwers: 53 Scheidsrechter: Akhrol Risqullaev (UZB) |
| 2 maart 2023 15:00 (UTC+5) | Kim Yong-hak 30' Sung Jin-young 34', 58' Kang Seong-jin 90+1' | Verslag |      | JAR-Stadion, Tasjkent Toeschouwers: 53 Scheidsrechter: Akhrol Risqullaev (UZB) |

|                            |              |         |                        |                                                                                   |
| 2 maart 2023 17:00 (UTC+5) | Tadzjikistan | 0–2     | Jordanië               | Lokomotivstadion, Tasjkent Toeschouwers: 253 Scheidsrechter: Yahya Al-Mulla (UAE) |
| 2 maart 2023 17:00 (UTC+5) |              | Verslag | Azaizeh 7' Darwish 25' | Lokomotivstadion, Tasjkent Toeschouwers: 253 Scheidsrechter: Yahya Al-Mulla (UAE) |

|                            |          |         |                                   |                                                                             |
| 5 maart 2023 15:00 (UTC+5) | Jordanië | 0–2     | Zuid-Korea                        | JAR-Stadion, Tasjkent Toeschouwers: 221 Scheidsrechter: Casey Reibelt (AUS) |
| 5 maart 2023 15:00 (UTC+5) |          | Verslag | Bae Jun-ho 65' Kang Seong-jin 71' | JAR-Stadion, Tasjkent Toeschouwers: 221 Scheidsrechter: Casey Reibelt (AUS) |

|                            |      |         |              |                                                                                |
| 5 maart 2023 17:00 (UTC+5) | Oman | 0–1     | Tadzjikistan | Lokomotivstadion, Tasjkent Toeschouwers: 80 Scheidsrechter: Tam Ping Wun (HKG) |
| 5 maart 2023 17:00 (UTC+5) |      | Verslag | Kamolov 80'  | Lokomotivstadion, Tasjkent Toeschouwers: 80 Scheidsrechter: Tam Ping Wun (HKG) |

|                            |            |     |              |                                                                                 |
| 8 maart 2023 17:00 (UTC+5) | Zuid-Korea | 0–0 | Tadzjikistan | Milliystadion, Tasjkent Toeschouwers: 318 Scheidsrechter: Chen Hsin-chuan (TPE) |
| 8 maart 2023 17:00 (UTC+5) | Verslag    |     |              | Milliystadion, Tasjkent Toeschouwers: 318 Scheidsrechter: Chen Hsin-chuan (TPE) |

|                            |          |     |      |                                                                                  |
| 8 maart 2023 17:00 (UTC+5) | Jordanië | 0–0 | Oman | Lokomotivstadion, Tasjkent Toeschouwers: 30 Scheidsrechter: Yahya Al-Mulla (UAE) |
| 8 maart 2023 17:00 (UTC+5) | Verslag  |     |      | Lokomotivstadion, Tasjkent Toeschouwers: 30 Scheidsrechter: Yahya Al-Mulla (UAE) |

### Groep D
| Pos | Team          | Wed | W | G | V | Ptn | DV | DT | +/− | Kwalificatie  |
| --- | ------------- | --- | - | - | - | --- | -- | -- | --- | ------------- |
| 1   | Japan         | 3   | 3 | 0 | 0 | 9   | 7  | 2  | +5  | Knock-outfase |
| 2   | China         | 3   | 1 | 1 | 1 | 4   | 4  | 3  | +1  | Knock-outfase |
| 3   | Saoedi-Arabië | 3   | 1 | 0 | 2 | 3   | 2  | 4  | −2  |               |
| 4   | Kirgizië      | 3   | 0 | 1 | 2 | 1   | 1  | 5  | −4  |               |

|                            |                  |         |          |                                                                                |
| 3 maart 2023 17:00 (UTC+5) | Saoedi-Arabië    | 1–0     | Kirgizië | Milliystadion, Tasjkent Toeschouwers: 587 Scheidsrechter: Qasim Al-Hatmi (OMA) |
| 3 maart 2023 17:00 (UTC+5) | Radif 50' (pen.) | Verslag |          | Milliystadion, Tasjkent Toeschouwers: 587 Scheidsrechter: Qasim Al-Hatmi (OMA) |

|                            |                 |         |                  |                                                                           |
| 3 maart 2023 15:00 (UTC+5) | Japan           | 2–1     | China            | JAR-Stadion, Tasjkent Toeschouwers: 251 Scheidsrechter: Zaid Thamer (IRQ) |
| 3 maart 2023 15:00 (UTC+5) | Kumata 66', 70' | Verslag | Tanaka 6' (e.d.) | JAR-Stadion, Tasjkent Toeschouwers: 251 Scheidsrechter: Zaid Thamer (IRQ) |

|                            |          |         |                                         |                                                                               |
| 6 maart 2023 15:00 (UTC+5) | Kirgizië | 0–3     | Japan                                   | JAR-Stadion, Tasjkent Toeschouwers: 287 Scheidsrechter: Chen Hsin-chuan (TPE) |
| 6 maart 2023 15:00 (UTC+5) |          | Verslag | Sano 73' (pen.) Kumata 75' Sakamoto 85' | JAR-Stadion, Tasjkent Toeschouwers: 287 Scheidsrechter: Chen Hsin-chuan (TPE) |

|                            |                         |         |               |                                                                                |
| 6 maart 2023 17:00 (UTC+5) | China                   | 2–0     | Saoedi-Arabië | Milliystadion, Tasjkent Toeschouwers: 325 Scheidsrechter: Yahya Al-Mulla (UAE) |
| 6 maart 2023 17:00 (UTC+5) | Iminqari 65' Xu Bin 72' | Verslag |               | Milliystadion, Tasjkent Toeschouwers: 325 Scheidsrechter: Yahya Al-Mulla (UAE) |

|                            |               |         |                  |                                                                                     |
| 9 maart 2023 17:00 (UTC+5) | Saoedi-Arabië | 1–2     | Japan            | Lokomotivstadion, Tasjkent Toeschouwers: 143 Scheidsrechter: Nazmi Nasaruddin (MAS) |
| 9 maart 2023 17:00 (UTC+5) | Jawshan 74'   | Verslag | Matsuki 15', 78' | Lokomotivstadion, Tasjkent Toeschouwers: 143 Scheidsrechter: Nazmi Nasaruddin (MAS) |

|                            |                           |         |                  |                                                                               |
| 9 maart 2023 17:00 (UTC+5) | China                     | 1–1     | Kirgizië         | JAR-Stadion, Tasjkent Toeschouwers: 235 Scheidsrechter: Abdullah Jamali (KUW) |
| 9 maart 2023 17:00 (UTC+5) | M. Bekberdinov 58' (e.d.) | Verslag | Zhenishbekov 87' | JAR-Stadion, Tasjkent Toeschouwers: 235 Scheidsrechter: Abdullah Jamali (KUW) |

## Knock-outfase
|  | kwartfinale         | kwartfinale         |                     |       | halve finale | halve finale |  |  | finale | finale |
|  |                     |                     |                     |       |              |              |  |  |        |        |
|  |                     |                     |                     |       |              |              |  |  |        |        |
|  | 11 maart – Tasjkent |                     |                     |       |              |              |  |  |        |        |
|  |                     |                     |                     |       |              |              |  |  |        |        |
|  | Oezbekistan         | 1 (5)               |                     |       |              |              |  |  |        |        |
|  | Oezbekistan         | 1 (5)               | 15 maart – Tasjkent |       |              |              |  |  |        |        |
|  | Australië           | 1 (4)               |                     |       |              |              |  |  |        |        |
|  | Australië           | 1 (4)               | Oezbekistan         | 0 (3) |              |              |  |  |        |        |
|  | 12 maart – Tasjkent |                     | Oezbekistan         | 0 (3) |              |              |  |  |        |        |
|  |                     | Zuid-Korea          | 0 (1)               |       |              |              |  |  |        |        |
|  | Zuid-Korea          | Zuid-Korea          | 0 (1)               | 3     |              |              |  |  |        |        |
|  | Zuid-Korea          |                     | 18 maart – Tasjkent | 3     |              |              |  |  |        |        |
|  | China               | 1                   |                     |       |              |              |  |  |        |        |
|  | China               | 1                   | Oezbekistan         | 1     |              |              |  |  |        |        |
|  | 11 maart – Tasjkent |                     | Oezbekistan         | 1     |              |              |  |  |        |        |
|  |                     | Irak                | 0                   |       |              |              |  |  |        |        |
|  | Iran                | Irak                | 0                   | 0     |              |              |  |  |        |        |
|  | Iran                | 15 maart – Tasjkent |                     | 0     |              |              |  |  |        |        |
|  | Irak                | 1                   |                     |       |              |              |  |  |        |        |
|  | Irak                | 1                   | Irak                | 2 (5) |              |              |  |  |        |        |
|  | 12 maart – Tasjkent |                     | Irak                | 2 (5) |              |              |  |  |        |        |
|  |                     | Japan               | 2 (3)               |       |              |              |  |  |        |        |
|  | Japan               | Japan               | 2 (3)               | 2     |              |              |  |  |        |        |
|  | Japan               |                     |                     | 2     |              |              |  |  |        |        |
|  | Jordanië            | 0                   |                     |       |              |              |  |  |        |        |
|  | Jordanië            | 0                   |                     |       |              |              |  |  |        |        |

### Kwartfinale
|                             |      |         |             |                                                                                |
| 11 maart 2023 15:00 (UTC+5) | Iran | 0–1     | Irak        | JAR-Stadion, Tasjkent Toeschouwers: 178 Scheidsrechter: Nazmi Nasaruddin (MAS) |
| 11 maart 2023 15:00 (UTC+5) |      | Verslag | Jasim 90+1' | JAR-Stadion, Tasjkent Toeschouwers: 178 Scheidsrechter: Nazmi Nasaruddin (MAS) |

|                             |                                                                  |            |                                           |                                                                                   |
| 11 maart 2023 19:00 (UTC+5) | Oezbekistan                                                      | 1–1 (n.v.) | Australië                                 | Milliystadion, Tasjkent Toeschouwers: 33.494 Scheidsrechter: Ammar Mahfoodh (BHR) |
| 11 maart 2023 19:00 (UTC+5) | Abdurahmatov 79'                                                 | Verslag    | Popovic 77'                               | Milliystadion, Tasjkent Toeschouwers: 33.494 Scheidsrechter: Ammar Mahfoodh (BHR) |
| 11 maart 2023 19:00 (UTC+5) | Strafschoppen                                                    |            |                                           | Milliystadion, Tasjkent Toeschouwers: 33.494 Scheidsrechter: Ammar Mahfoodh (BHR) |
| 11 maart 2023 19:00 (UTC+5) | Fayzullaev Kholdorkhonov Abdurazzoqov Makhamadjonov Rahmonaliyev | 5–4        | Triantis Goodwin Rawlins Badolato Segecic | Milliystadion, Tasjkent Toeschouwers: 33.494 Scheidsrechter: Ammar Mahfoodh (BHR) |

|                             |                                                                 |            |              |                                                                              |
| 12 maart 2023 15:00 (UTC+5) | Zuid-Korea                                                      | 3–1 (n.v.) | China        | JAR-Stadion, Tasjkent Toeschouwers: 467 Scheidsrechter: Yahya Al-Mulla (UAE) |
| 12 maart 2023 15:00 (UTC+5) | Kim Yong-hak 62' (pen.) Sung Jin-young 100' Choi Seok-hyun 105' | Verslag    | Iminqari 48' | JAR-Stadion, Tasjkent Toeschouwers: 467 Scheidsrechter: Yahya Al-Mulla (UAE) |

|                             |                         |         |          |                                                                                      |
| 12 maart 2023 19:00 (UTC+5) | Japan                   | 2–0     | Jordanië | Lokomotivstadion, Tasjkent Toeschouwers: 163 Scheidsrechter: Majed Al-Shamrani (KSA) |
| 12 maart 2023 19:00 (UTC+5) | Sakamoto 54' Kumata 70' | Verslag |          | Lokomotivstadion, Tasjkent Toeschouwers: 163 Scheidsrechter: Majed Al-Shamrani (KSA) |

### Halve finale
|                     |                            |            |                              |                                                                              |
| 15 maart 2023 15:00 | Irak                       | 2–2 (n.v.) | Japan                        | JAR-Stadion, Tasjkent Toeschouwers: 251 Scheidsrechter: Ammar Mahfoodh (BHR) |
| 15 maart 2023 15:00 | Jasim 12' Jameel 103'      | Verslag    | Einaga 83' Kumata 118'       | JAR-Stadion, Tasjkent Toeschouwers: 251 Scheidsrechter: Ammar Mahfoodh (BHR) |
| 15 maart 2023 15:00 | Strafschoppen              |            |                              | JAR-Stadion, Tasjkent Toeschouwers: 251 Scheidsrechter: Ammar Mahfoodh (BHR) |
| 15 maart 2023 15:00 | Ali Mahdi Jasim Raad Qasim | 5–3        | Kumata Sano Takahashi Kitano | JAR-Stadion, Tasjkent Toeschouwers: 251 Scheidsrechter: Ammar Mahfoodh (BHR) |

|                     |                                       |     |                                                         |                                                                                    |
| 15 maart 2023 19:00 | Oezbekistan                           | 0–0 | Zuid-Korea                                              | Milliystadion, Tasjkent Toeschouwers: 33.977 Scheidsrechter: Abdullah Jamali (KUW) |
| 15 maart 2023 19:00 | Verslag                               |     |                                                         | Milliystadion, Tasjkent Toeschouwers: 33.977 Scheidsrechter: Abdullah Jamali (KUW) |
| 15 maart 2023 19:00 | Strafschoppen                         |     |                                                         | Milliystadion, Tasjkent Toeschouwers: 33.977 Scheidsrechter: Abdullah Jamali (KUW) |
| 15 maart 2023 19:00 | Fayzullaev Makhamadjonov Abdurahmatov | 3–1 | Kang Seong-jin Kang Sang-yoon Park Chang-woo Kim Ji-soo | Milliystadion, Tasjkent Toeschouwers: 33.977 Scheidsrechter: Abdullah Jamali (KUW) |

### Finale
|                     |                         |         |      |                                                                                     |
| 18 maart 2023 19:00 | Oezbekistan             | 1–0     | Irak | Milliystadion, Tasjkent Toeschouwers: 33.834 Scheidsrechter: Nazmi Nasaruddin (MAS) |
| 18 maart 2023 19:00 | Rahmonaliyev 72' (pen.) | Verslag |      | Milliystadion, Tasjkent Toeschouwers: 33.834 Scheidsrechter: Nazmi Nasaruddin (MAS) |

## Gekwalificeerd voor WK–20
De volgende vijf landen kwalificeerden zich namens de UEFA voor het wereldkampioenschap voetbal onder 20 van 2023.
| Team        | Gekwalificeerd op | Eerdere deelnames wereldkampioenschap voetbal onder 201                                             |
| ----------- | ----------------- | --------------------------------------------------------------------------------------------------- |
| Indonesië   | 24 december 2020  | 1 (1979)                                                                                            |
| Irak        | 11 maart 2023     | 4 (1977, 1989, 2001, 2013)                                                                          |
| Oezbekistan | 11 maart 2023     | 4 (2003, 2009, 2013, 2015)                                                                          |
| Zuid-Korea  | 12 maart 2023     | 15 (1979, 1981, 1983, 1991, 1993, 1997, 1999, 2003, 2005, 2007, 2009, 2011, 2013, 2015, 2017, 2019) |
| Japan       | 12 maart 2023     | 10 (1979, 1995, 1997, 1999, 2001, 2003, 2005, 2007, 2017, 2019)                                     |

1 Vet betekent kampioen. Schuin betekent gastland dat jaar.
1959 · 1960 · 1961 · 1962 · 1963 · 1964 · 1965 · 1966 · 1967 · 1968 · 1969 · 1970 · 1971 · 1972 · 1973 · 1974 · 1975 · 1976 · 1977 · 1978 · 1980 · 1982 · 1985 · 1986 · 1988 · 1990 · 1992 · 1994 · 1996 · 1998 · 2000 · 2002 · 2004 · 2006 · 2008 · 2010 · 2012 · 2014 · 2016 · 2018 · 2023

Jeugdtoernooi AFC mannen: onder 22 · onder 17

Jeugdtoernooi AFC vrouwen: onder 16 · onder 19